# Юрий Усачов
Юрий Владимирович Усачов (на руски: Юрий Владимирович Усачёв) е пенсиониран руски космонавт.

## Личен живот
Роден е в гр. Донецк, Ростовска област, Руска СФСР. Женен е за Вера Сергиева Усачова от Калининградска област, Москва. Имат дъщеря на име Зиня. Майка му Ана Георгиева Усачова живее в Донецк, а баща му е починал. Има по-малък брат и сестра близначка. Харесва фотографията и филмите.

## Почести
Има орден „Герой на Руската Федерация“ и медал за първия си космически полет през 1994 г. Има и други ордени и медали от НАСА.

## Опит
След завършването на института за авиация отива да работи за Енергия, занимаваща се с илзизания в открития космос, бъдещи конструкции в космоса и с ергономия. През 1989 е назначен за кандидат-космонавт в Космонавтския тренировъчен център. В следващите три години тренира в центъра. Член е на дублиращия състав от космонавти на полетите Мир 13, 14 и 19.
От 8 януари 1994 до 9 юли 1994, служи като бордови инженер на космическа станция Мир.
От 21 февруари 1996 до 2 септември 1996 отново е бордови инженер на полет Мир 21. Следващият му полет е на мисия STS-101. Това е третата мисия за изграждане на Международната космическа станция (МКС).
Командир е на Експедиция 2 до МКС, която стартира на 8 март 2001 с мисия STS-102. На 9 март космическа совалка Дискавъри е успешно скачена с МКС. Екипажът на втората експедиция живее и работи на станцията в следващите 163 дни. Връща се на Земята с полет STS-105 на 22 август 2001 г.
Пенсионира се през 2005 г.